# Mathias Clemens
Mathias Clemens (Redange, 8 augustus 1915 – Huncherange (Bettembourg), 26 november 2001) was een Luxemburgs wielrenner. Hij was beroepsrenner tussen 1935 en 1948 en was niet alleen een getalenteerd wegrenner maar haalde ook overwinningen op de wielerbaan en in het veld.  Na zijn wielerloopbaan werd Clemens enige tijd volksvertegenwoordiger.

## Belangrijkste overwinningen
1935
- Nationaal kampioenschap op de weg, Elite
- Eindklassement Ronde van Luxemburg

1936
- 3e etappe Ronde van Frankrijk
- 8e etappe Ronde van Luxemburg
- Eindklassement Ronde van Luxemburg

1937
- 1e etappe Ronde van Luxemburg
- Eindklassement Ronde van Luxemburg

1938
- Nationaal kampioenschap op de weg, Elite
- 3e etappe Ronde van Luxemburg
- Hollerich

1939
- 3e etappe Ronde van Luxemburg
- 4e etappe Ronde van Luxemburg
- Eindklassement Ronde van Luxemburg

1940
- Nationaal kampioenschap veldrijden
- 3e etappe Ronde van Catalonië
- 7e etappe Ronde van Catalonië
- 8e etappe Ronde van Catalonië

1941
- GP Schweinfurt
- 2e etappe Rundfahrt Westmark
- Eindklassement Rundfahrt Westmark

1942
- Esch-sur-Alzette

1943
- 4e etappe Ronde van Luxemburg
- 5e etappe Ronde van Luxemburg
- Esch-sur-Alzette deel 1
- Esch-sur-Alzette deel 2
- Wiltz

1944
- Esch-sur-Alzette
- Wiltz

1947
- Circuit Alger
- 3e etappe Ronde van Luxemburg
- Eindklassement Ronde van Luxemburg

1948
- Nationaal kampioenschap op de weg, Elite

## Resultaten in voornaamste wedstrijden
| Jaar | Ronde van Italië | Ronde van Frankrijk | Ronde van Spanje |
| ---- | ---------------- | ------------------- | ---------------- |
| 1935 |                  |                     |                  |
| 1936 |                  | 7e (1)              |                  |
| 1937 |                  | opgave              |                  |
| 1938 |                  | 5e                  |                  |
| 1939 |                  | 4e                  |                  |
| 1946 |                  |                     |                  |

| Jaar |  | WK op de weg |
| ---- |  | ------------ |
| 1935 |  | 7e           |
| 1936 |  |              |
| 1937 |  |              |
| 1938 |  |              |
| 1939 |  |              |
| 1946 |  | 10e          |